# José María Vargas
José María Vargas is een gemeente in de Venezolaanse staat Táchira. De gemeente telt 9500 inwoners. De hoofdplaats is EL Cobre.